# Тарханян, Куро
Куро Тарханян (также известен как Никол Тарханян, Николай Тарханян, Сурен Тарханян, Полковник Куро, Сардар; арм. Կուռո Թարխանյան; 1896, Шуша — 1944, Бухарест) — деятель армянского национально-освободительного движения, полковник, офицер российской армии, впоследствии главнокомандующий Вооружённых сил Демократической Республики Армения.

## Биография
Родился в 1896 году в городе Шуша. Окончил Александровское военное училище в Москве.
Во время Первой мировой войны в качестве офицера российской армии воевал против Австрии и Германии, был ранен. Впоследствии передислоцируется на кавказский фронт. Участвует в Багешской, Хнусской и Алашкертской битвах. Во время войны за независимость Армении принимает участие в Сурмалинском, Баш-Апаранском сражених, затем во время Армяно-грузинской войны (1918 год) получает ранение. По приказу Дро в 1918 году занял линию Дсех-Колагеран-Качаган. В 1920 году был награждён орденом РА Сурб Вартан Зоравар. Затем принимает участие в боях против большевиков в Зангезуре — близ Учтапаларских высот.
Во время февральского восстания 1921 года против большевизма был командующим войсками Котайкской провинции, а при власти «Комитета спасения Родины» был назначен общим главнокомандующим армянской армии. После поражения восстания отправился в Европу, жил в Бухаресте.
Скончался в 1944 году в возрасте 48 лет от тяжёлой болезни в Бухаресте, Румыния.

## Награды
- Орден Сурб Вартан Зоравар (1920)